# سوفیا بصیرزاده
سوفیا بصیرزاده بازیگر اهل کشور جمهوری آذربایجان بوده‌است. از فیلم‌هایی که وی بازی کرده‌است می‌توان به فیلم بختیار اشاره نمود.